# Asota albivena
Asota albivena är en fjärilsart som beskrevs av Walker 1864. Asota albivena ingår i släktet Asota och familjen nattflyn. Inga underarter finns listade i Catalogue of Life.